# Sponsor

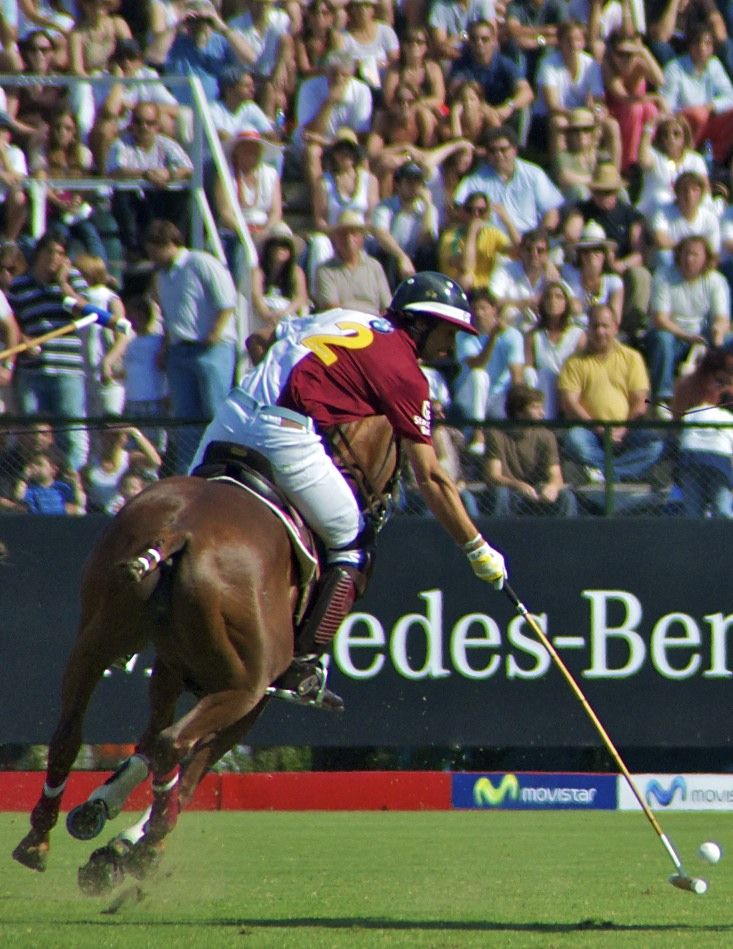
Sponsring av ett bilföretag i hästsport.

Sponsor kallas den juridiska person eller privatperson som medvetet stöder ekonomiskt eller tillhandahåller tjänst för en annan verksamhet i utbyte mot annan tjänst. I idrottssammanhang är det vanligt att få som motprestation exponering, det vill säga reklam- och olika marknadsföringsvärden. Sponsorer är väldigt vanliga inom dagens idrottsrörelse men förekommer också inom kultur och i ideella verksamheter. Fördelningen mellan den första gruppen och de två sista är ungefär 70 respektive 30 %. Humansponsring och livsstilsponsring är exempel på andra mer specifika områden.

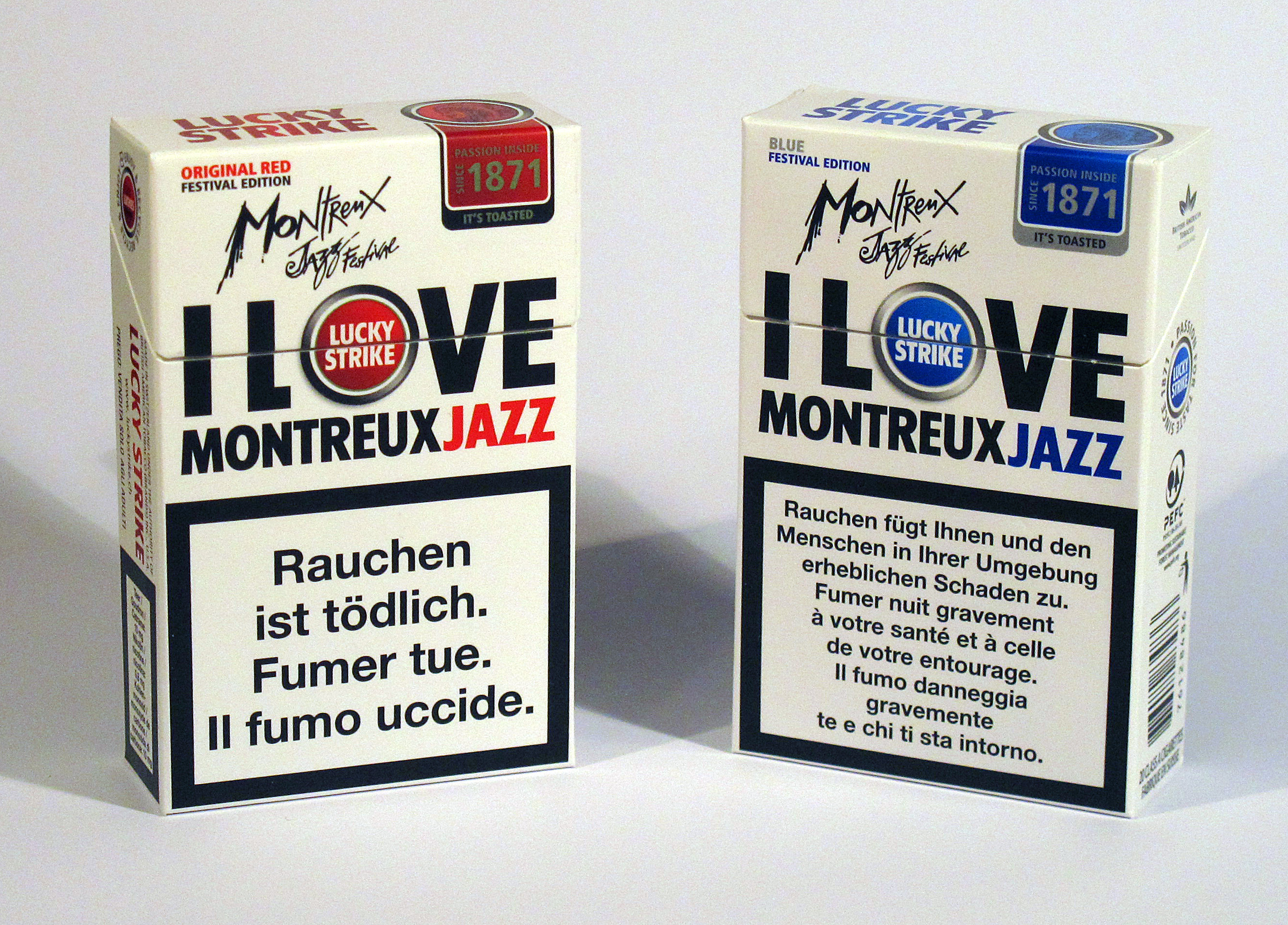
Sponsoring, Montreux Jazz Festival, 2012

Verbet sponsring började användas mer utbrett i Europa och Sverige på 1980-talet. Själva fenomenet sponsring, som det idag uppfattas, uppstod i USA. Sponsorskap har där gått från att förknippas med gåvor till att idag anses som ett etablerat marknadsföringsverktyg, där båda parter har mycket att vinna. I Sverige spreds till sponsring alltmer inom sportens under 1970/80-talet, i början var det kontroversiellt inom vissa sporter där folkrörelsetraditionen var stark och sponsring sågs som en del av en osund professionalisering. Under 1980-talet spreds också sponsringen också till kultursektorn, inte minst genom ett antal uppmärksammade samarbeten mellan stora kulturinstitutioner och globalt verksamma företag/varumärken. I äldre tider kunde kontrahenten löftesgivaren, beskyddaren, istället heta mecenat om det var kultur som sponsrades.

## Etymologi
Termen sponsor kommer etymologiskt av latinets sponsio, vilket betyder löfte avgivet vid utgjutandet av ett dryckesoffer i den gamla romerska religionen, och har funnits i svenska språket sedan 1954.

## Skatterätt
För att få avdragsrätt för sponsring krävs det att sponsorn i utbyte mot pengarna eller varorna som sponsringen avser mottagit motprestation till ett motsvarande värde, annars rör det sig om en gåva, vilken inte är avdragsgill.